# Schola Cantorum
La Schola Cantorum de París és un establiment privat d'ensenyament superior de música, teatre i dansa, situat a París. Ocupa l'edifici de l'antic convent benedictí anglès, al 269, rue Saint-Jacques.
La seva docència consisteix a oferir cursos elementals gratuïts, cursos superiors de pagament i cursos nocturns o populars. S'encarreguen del pare Vigourel per als estudis gregorians, el mestre Shilling per al cant gregorià, Alexandre Guilmant per a l'orgue, André Pirro per al piano. Les classes d'escriptura són dirigides per G. de Boisjardin (teoria musical), Fernand de La Tombelle (harmonia) i Vincent d'Indy (contrapunt i composició).

## Història

### Inicis
Tres homes, Charles Bordes, Alexandre Guilmant i Vincent d'Indy, són els impulsors d'un moviment consistent a restaurar el focus de la música litúrgica catòlica anomenada "cant gregorià" i la polifonia d'origen cristià, en particular la del tipus "palestrini". Rep el nom del mestre romà del segle XVI Giovanni Pierluigi da Palestrina, representant de la reforma tridentina, les idees musicals de la qual van tornar a estar en el punt de mira en aquesta època al Vaticà. Aquest moviment parteix de la galeria de l'església de Saint-Gervais on Bordes és mestre de capella; la història de la Schola s'entrellaça amb els Cantors de Saint-Gervais que van difondre l'antic repertori religiós a França, incloent-hi les cantates de Johann Sebastian Bach. Bordes va crear la seva pròpia editorial i va publicar una autoritzada Antologia de mestres religiosos.
El 6 de juny de 1894, Bordes, Guilmant i d'Indy, es van reunir a la cambra del mestre de Saint-Gervais amb el canonge de Bussy, el pare Noyer, primer vicari, el pare Chappuy, vicari de Saint-François Xavier, l'abat Louis-Lazare Perruchot, llavors mestre de capella de Notre-Dame des Blancs Manteaux, va fundar una Societat de Propaganda per a la difusió de les obres mestres religioses. Però el títol és massa llarg i Charles Bordes proposa substituir-lo pel de Schola Cantorum, que va ser adoptat immediatament. També es va decidir publicar una revista mensual La Tribune de Saint-Gervais, que publicava articles que situaven la nova escola en l'extensió directa de l'escola de música religiosa d'Alexandre-Étienne Choron, de la societat de música vocal religiosa i clàssica de la Príncep de Moskowa i en competició amb l'escola Niedermeyer:
- el retorn a la tradició gregoriana per a la interpretació del cant planer i una aplicació a les diferents edicions diocesanes;
- el retorn al focus de la música palestina com a model de música figurativa que es pot associar al cant gregorià per a les festes solemnes;
- la creació de música religiosa moderna, respectuosa amb els textos i les lleis de la litúrgia, inspirada en les tradicions gregoriana i palestina;
- la millora del repertori dels organistes des del punt de vista de la seva unió amb les melodies gregorianes i la seva apropiació a diferents oficis.

Va obrir les portes el 15 d'octubre de 1896, sense recursos econòmics, a la rue Stanislas, cantonada amb Boulevard du Montparnasse (París 6).

El primer any es van comptar amb 21 inscripcions entre les quals destaquen les de Deodat de Severac i René de Castéra. 

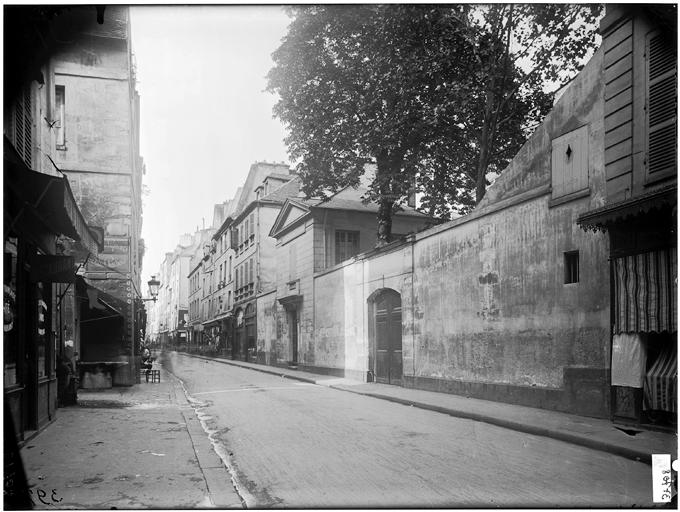
L'entrada de l'escola l'any 1900.

L'any 1900, dos grans esdeveniments van marcar la història de la Schola:
- Charles Bordes es converteix en empresari de l'entreteniment en una dependència de l'Exposició Universal on s'instal·la un carrer del Vell París (es construeix una església de cartó i més de seixanta mil espectadors passen pel porxo per escoltar els Cantors de Saint-Gervais que contribueix a donar a conèixer millor la Schola);
- Va contractar un lloguer d'una bonica residència dels segles XVII i XVIII situada al 269, rue Saint-Jacques, l'hotel dels benedictins anglesos. Al setembre, Bordes obre la casa amb un Assegut a la música religiosa (congrés de cinc dies). El 2 de novembre de 1900 es va fer una festa d'inauguració d'obertura de classes amb un concert nocturn.

A continuació, el reglament escolar estableix els punts següents
- sense límit d'edat per a l'admissió;
- un examen a principis d'octubre i, si cal, a l'inici de cada trimestre;
- s'atorga un diploma al final dels estudis als estudiants de secundària i de grau superior (possiblement amb matrícula d'honor);
- l'organització de concerts en què participen alumnes d'instrumentista i cant;
- l'obligació de participar en les classes de conjunt vocal per a tots els alumnes d'instrumental;
- la prohibició de presentar a oposicions altres peces que no siguin les que figuren en el repertori publicat arran de la normativa.

L'any 1905, l'escola tenia 300 alumnes; 400 el 1912; 500 el 1924. Després de la mort de Bordes a Toulon el 8 de novembre de 1909 i la de Guilmant el 29 de març de 1911 a Meudon, el mateix Vincent d'Indy va ensenyar composició i va dirigir sessions de conjunts orquestrals.

### 1931, l'enderrocament
Quan Vincent d'Indy va morir el 1931, la Junta Directiva de la Schola va ser enderrocada.

Així és com Joseph Canteloube, en el llibre Vincent d'Indy, informa d'aquest incident:
| « | "En el seu testament artístic, d'Indy havia designat els directors que volia veure, després de la seva mort, al capdavant de la Schola. Aconseguint el desig del mestre, la junta directiva els va nomenar. Però per raons, sense interès a explicar aquí, les accions de la Schola es van tornar a comprar a poc a poc en secret per tal de formar majoria per enderrocar el consell d'administració. Això es va fer el 8 de desembre de 1931. El nou consell va destituir els directors que d'Indy havia nomenat. Veient-ho, el consell artístic (Gabriel Pierné, Paul Dukas, Guy Ropartz, Albert Roussel i Pierre de Bréville) va dimitir. Dels 54 professors, 49 també van renunciar i 220 alumnes de 250 van fer el mateix. Els alumnes de Vincent d'Indy, desposseïts de la Schola, van fundar l'Escola César Franck que va obrir les portes el 7 de gener de 1935 sota la direcció de Louis de Serres, assistit per Guy de Lioncourt i Marcel Labey.» | » |

### El període contemporani
Des de 1980, la Schola Cantorum de París té l'estatus d'institut privat d'educació superior. Ara es troba al núm. 269, rue Saint-Jacques, al 5è districte de París. El seu director actual és Michel Denis.

## Nacionalisme
En un context europeu de fort nacionalisme i proteccionisme cultural, els fundadors de l'escola, Charles Bordes, especialista en cançons populars basques en particular, i Vincent d'Indy, col·leccionista de música popular i nacionalista, però també Julien Tiersot el projecte del qual la creació d'un art musical nacional, laic i republicà, pretenen restablir i promoure la "música purament nacional". Treballant per preservar les cançons populars que serien degradades per la música mundana, van veure en la creació de la Schola Cantorum la manera de treballar cap a un art que seria realment autèntic i purament francès.3. A continuació, l'escola imparteix música medieval, els grans clàssics nacionals i també música popular regional. Els fundadors són propers a la Lliga de la Pàtria Francesa, pretenen lluitar contra el domini de les institucions estatals en l'ensenyament de la música fent de l'Schola Cantorum una escola de dret propi, independent i antirepublicana.

## Funcionament

### Formació
La docència a la Schola Cantorum es divideix en tres cicles, de tres anys cadascun:
- El primer cicle
- El cicle superior
- El cicle de diplomatura (virtuositat/concert/perfeccionament)

### Disciplines
L'escola imparteix docència en nombroses disciplines instrumentals i vocals (per a solistes i conjunts), així com cursos de formació musical (escriptura, anàlisi, solfeig, composició, orquestració), teatre i dansa.
També lliura un diploma de dansateràpia després de dos anys de formació.
Podeu consultar la llista de disciplines al web oficial de la Schola Cantorum.

## Personalitats vinculades a l'establiment

### Professors
| - Isaac Albéniz - Jacques Chailley - José Charlet - Jeanine Claes - Olivier Corbiot - Abel Decaux - Maurice Duruflé - André Fleury - Amédée Gastoué - Gabriel Grovlez - Jean-Jacques Grünenwald - Alexandre Guilmant | - Marcel Labey - Alexandre Lagoya - Wanda Landowska - Jean Langlais - Fernand de La Tombelle - Paul Le Flem - Guy de Lioncourt - Alfred Loewenguth - Albéric Magnard - Olivier Messiaen - Georges Migot - Armand Parent | - Jacques Parrenin - Achille Philip - André Pirro - Albert Roussel - Léon de Saint-Réquier - Blanche Selva - Auguste Sérieyx - Édouard Souberbielle - Nadia Tagrine - Louis Vierne - Victor Vreuls - Karin Waehner |

## Galeria d'imatges

"
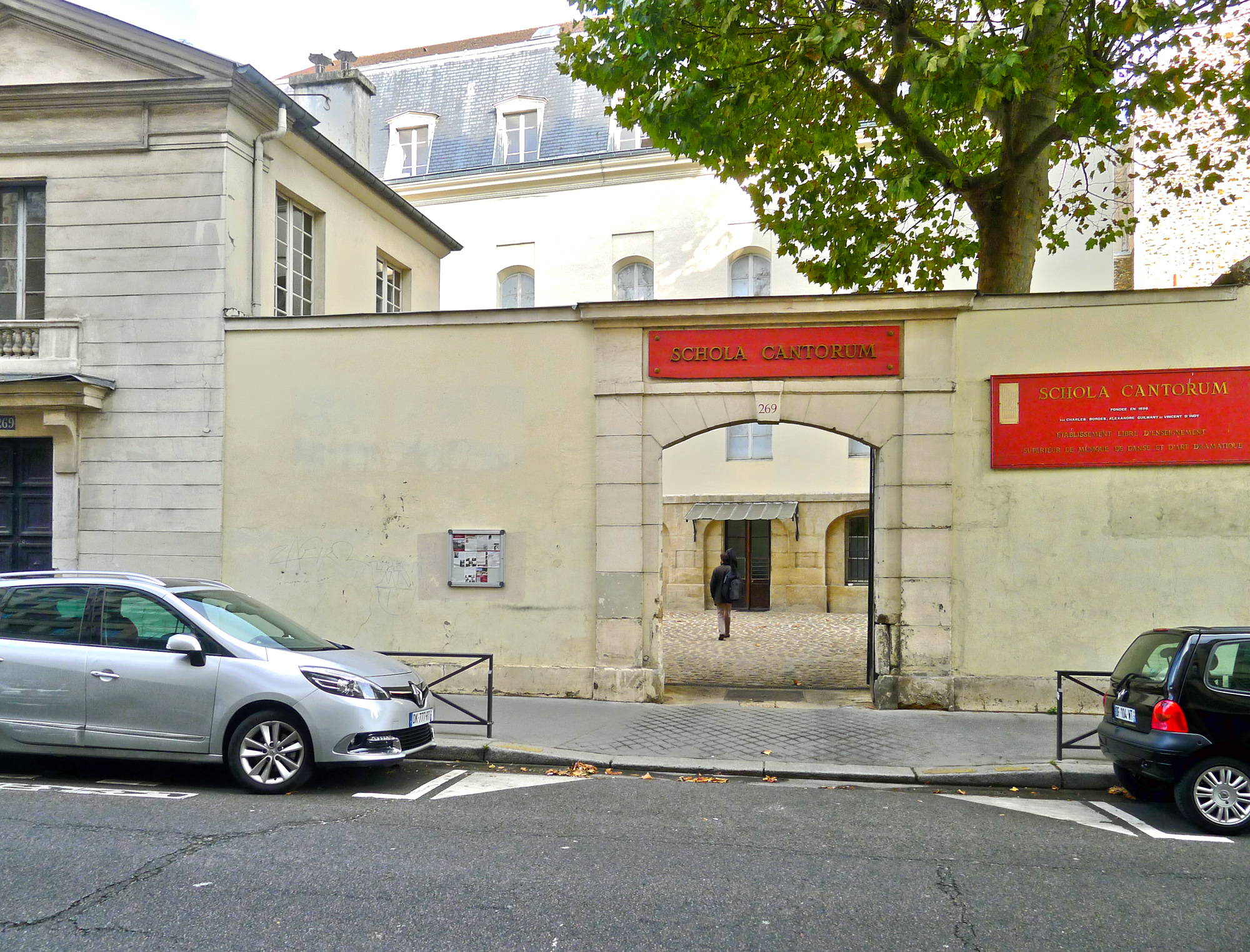
Entrada
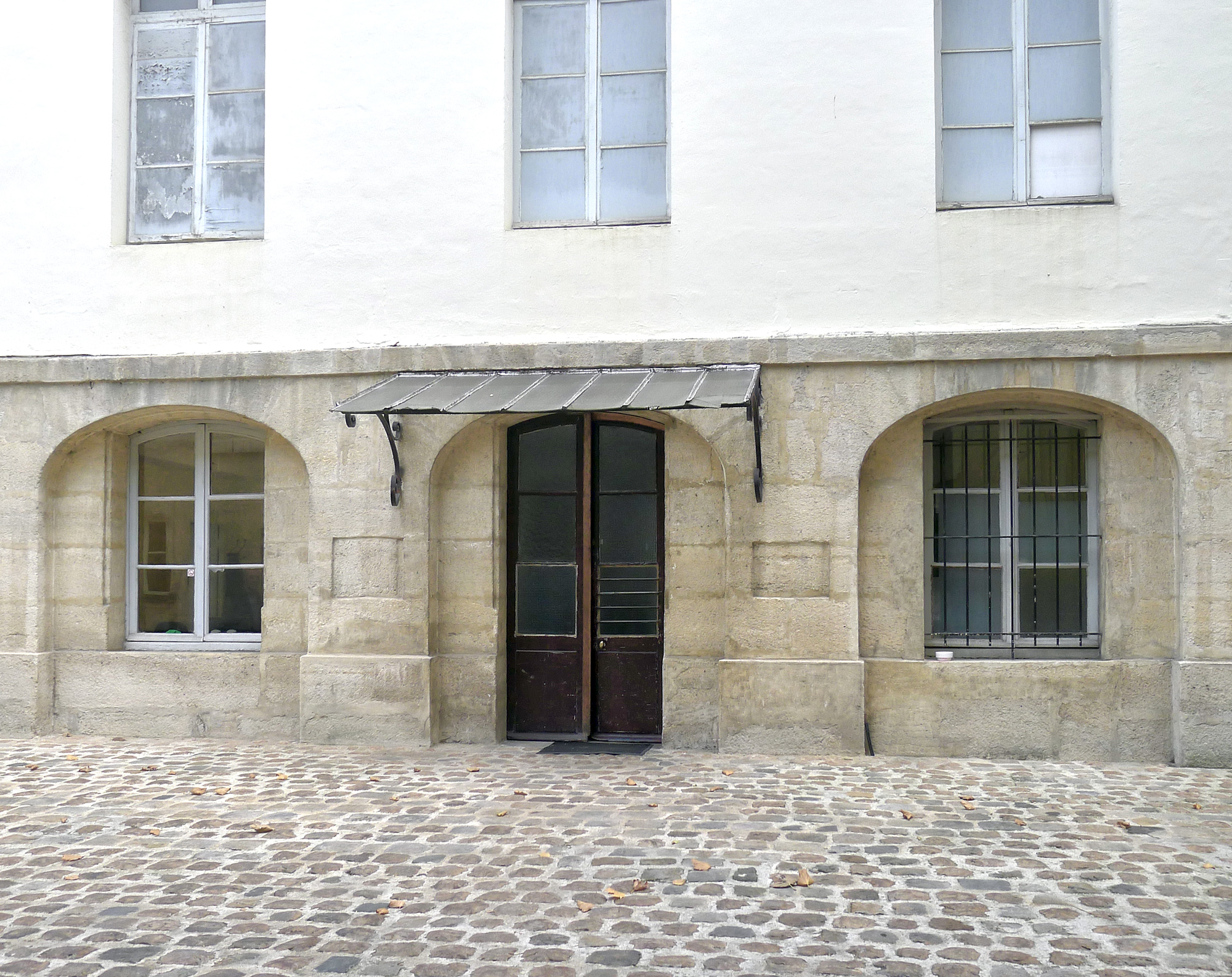
Pati interior
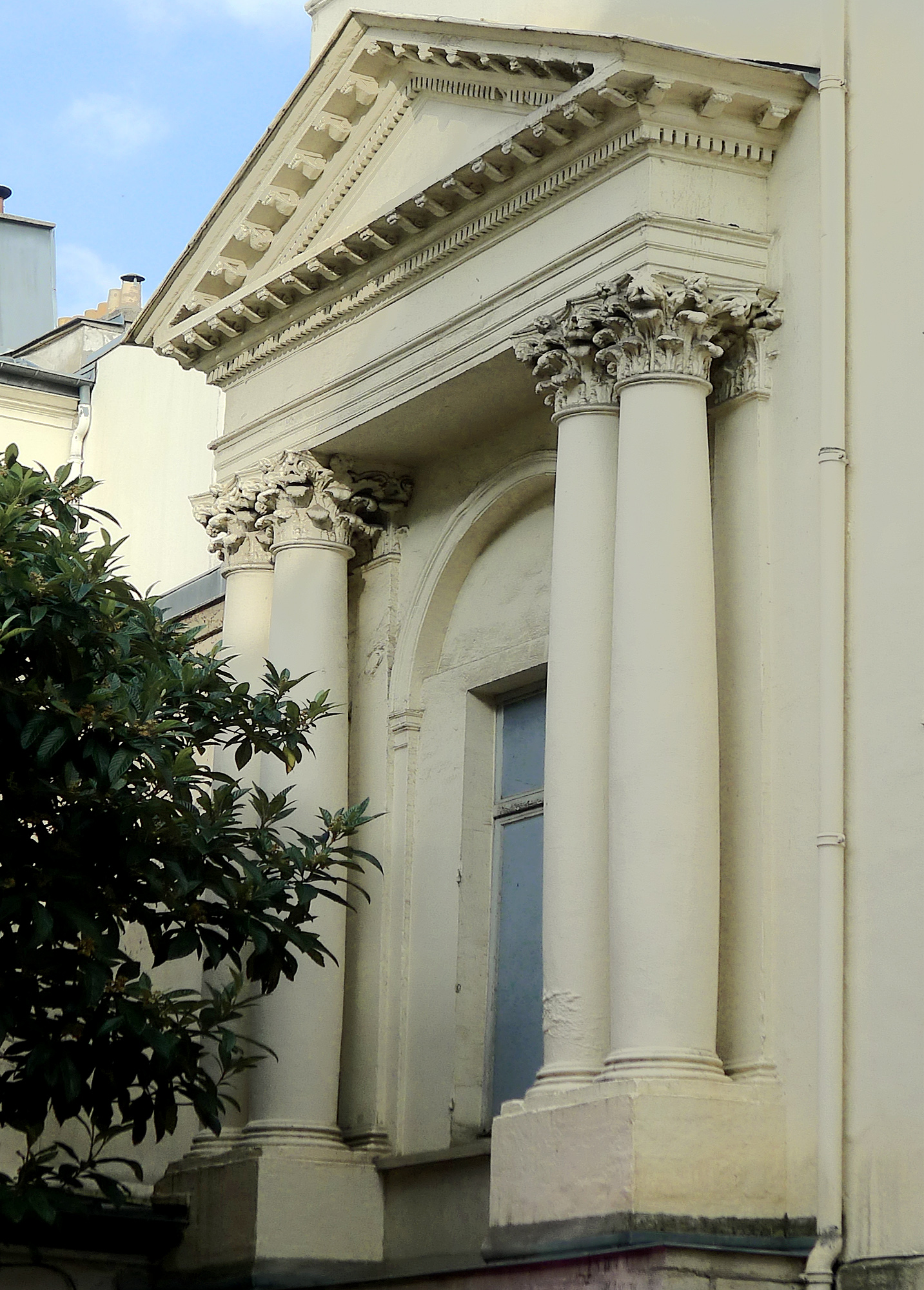
Detall arquitectònic.